# Bentiu
Bentiu o Bantiu es una localidad de Sudán del Sur, capital del estado de Unidad, al norte del país. cerca de la frontera con Sudán, y a 654 kilómetros de la capital, Yuba. Se sitúa a orillas del río el-Ghazal, que la separa de la ciudad de Rubkona, en la otra orilla. Las dos ciudades se comunican por medio del puente El Salaam. Éste fue bombardeado (y parcialmente derruido) por aviones sudaneses el 23 de abril de 2012, junto con un mercado en Bentiu.
Actualmente la ciudad se encuentra muy dañada por los combates producidos en el marco de la guerra civil sursudanesa, que produjo un gran número de muertos y desplazados entre los civiles que habitaban la localidad.